# Новохристофоровка
Новохристофоровка (укр. Новохристофорівка) — село в Новобугском районе Николаевской области Украины.
Население по переписи 2001 года составляло 570 человек. Почтовый индекс — 55654. Телефонный код — 5151. Занимает площадь 1,244 км².

## Местный совет
55654, Николаевская обл., Новобугский р-н, с. Новохристофоровка, ул. Центральная, 18